# 納爾遜·亨利奎斯
納爾遜·亨利奎斯（Nelson Henriques，1986年10月2日—）是一名安哥拉划艇運動員，曾代表國家參加2012年倫敦奧運的男子雙人1000米獨木舟比賽，並未獲得獎牌。